# ليونارد س. برونو
ليونارد س. برونو (بالإنجليزية: Leonard C. Bruno)‏ هو أمين مكتبة أمريكي، ولد في 1944.